# Ruth Warrick
Ruth Warrick, nata Ruth Elizabeth Warrick (Saint Joseph, 29 giugno 1916 – New York, 15 gennaio 2005), è stata un'attrice statunitense.

## Biografia
Dopo gli studi nella città natale di Saint Joseph (Missouri), Ruth Warrick raggiunse New York e iniziò la carriera artistica nel 1940 come cantante alla radio. In quel periodo sostenne un'audizione con il giovane Orson Welles, che stava preparandosi alle riprese del suo primo film Quarto potere (1941). La Warrick ottenne la parte di Emily Monroe Norton, la prima moglie di Charles Foster Kane, protagonista del film e interpretato proprio da Welles. Con questo film, apprezzato dalla critica e destinato a diventare una pietra miliare nella storia del cinema, l'attrice raggiunse uno dei punti più alti della propria carriera, pur essendo appena al debutto.
Nello stesso anno la Warrick apparve anche nel film d'avventura I vendicatori (1941), accanto a Douglas Fairbanks Jr., e lavorò nuovamente al fianco di Orson Welles nel film Terrore sul Mar Nero (1943), nella parte di Mrs. Stephanie Graham, moglie di un agente americano (Joseph Cotten) che viene inviato in missione in Turchia durante la seconda guerra mondiale. Tra gli altri film a cui partecipò durante gli anni quaranta, sono da ricordare I racconti dello zio Tom (1946), pellicola che combinava sequenze filmate ad inserti a disegni animati, prodotta dalla Walt Disney Pictures, il melodramma L'amante immortale (1947), in cui recitò accanto a Joan Crawford, Henry Fonda e Dana Andrews, e Arco di trionfo (1948), tratto dall'omonimo romanzo di Erich Maria Remarque, in cui interpretò nuovamente il secondo ruolo femminile, al fianco di Ingrid Bergman e Charles Boyer.
La Warrick trovò ruoli sempre meno interessanti sul grande schermo, e all'inizio degli anni cinquanta si rivolse quindi alla televisione, dove si cimentò con successo nel ruolo di Janet Johnson nella serie Sentieri, programma destinato a un prolungato apprezzamento negli anni da parte del pubblico. L'attrice trovò la sua strada nelle soap opera televisive, interpretando successivamente il ruolo di Edith Hugues Fry in un'altra popolare serie, Così gira il mondo, in onda dal 1956 al 1960. Subito dopo assunse il ruolo di Ellie Banks nella sit com Il padre della sposa (1961-1962), accanto a Leon Ames, in cui interpretò il personaggio che era stato di Joan Bennett nell'omonimo film diretto nel 1950 da Vincente Minnelli.
Durante gli anni sessanta la Warrick continuò a mietere successi televisivi, interpretando un altro personaggio di rilievo, quello di Hannah Cord, nella soap opera Peyton Place, nella quale apparve dal 1965 al 1969. L'interpretazione le valse una candidatura al premio Emmy nel 1967. Due anni più tardi apparve nuovamente in un film della Disney, Quel fantastico assalto alla banca (1969), che fu una delle sue ultime apparizioni di rilievo sul grande schermo. L'anno successivo avvenne il debutto televisivo di una nuova soap, La valle dei pini (1970), creata dalla produttrice Agnes Nixon, nella quale la Warrick interpretò il ruolo di Phoebe Tyler Wallingford. Il programma divenne immediatamente uno dei più seguiti dal pubblico televisivo americano e il personaggio di Phoebe Tyler fece ottenere all'attrice una popolarità senza precedenti, oltre a procurarle altre due nomination al Premio Emmy nel 1975 e nel 1977.
Politicamente impegnata nel Partito Democratico, l'attrice negli anni sessanta collaborò con le amministrazioni Kennedy e Johnson e, più tardi con la presidenza di Jimmy Carter. Sostenitrice dei diritti civili, nei primi anni settanta prese posizione contro l'intervento americano nel conflitto in Vietnam. La sua carriera artistica proseguì sul piccolo schermo, ma non mancarono le occasioni anche in teatro, con un grande successo a Broadway nel 1973 nella commedia musicale Irene, in cui recitò nel ruolo di Mrs. Emmeline Marshall accanto a Debbie Reynolds.
Ne La valle dei pini, una delle serie più longeve della televisione, Ruth Warrick apparve ininterrottamente dal 1970 al 1995. Fece alcune apparizioni in altre serie come Love Boat (1982), Peyton Place: The Next Generation (1985), in cui riprese il ruolo di Hannah Cord, e Quando si ama (1993), ma rimase sostanzialmente fedele al personaggio di Phoebe Tyler fino alla metà degli anni novanta, quando iniziò ad avere problemi di salute e contemporaneamente ci fu il ritiro dallo show dell'attore Louis Edmonds (che interpretava la parte di suo marito), circostanze che costrinsero la produzione a diminuire progressivamente le apparizioni dell'attrice.
Ruth Warrick morì il 15 gennaio 2005, all'età di ottantotto anni, per le complicazioni di una polmonite. L'episodio de La valle dei pini che andò in onda il successivo 24 gennaio le fu espressamente dedicato, mentre anche il personaggio di Phoebe Tyler di lì a poco morì nella finzione televisiva.

## Filmografia

### Cinema
- Quarto potere (Citizen Kane), regia di Orson Welles (1941)
- I vendicatori (The Corsican Brothers), regia di Gregory Ratoff (1941)
- Obliging Young Lady, regia di Richard Wallace (1942)
- Terrore sul Mar Nero (Journey Into Fear), regia di Norman Foster (1943)
- Per sempre e un giorno ancora (Forever and a Day), regia di Edmund Goulding e Cedric Hardwicke (1943)
- Petticoat Larceny, regia di Ben Holmes (1943)
- Il maggiore di ferro (The Iron Major), regia di Ray Enright (1943)
- Mister Winkle va alla guerra (Mr. Winkle Goes to War), regia di Alfred E. Green (1944)
- Comando segreto (Secret Command), regia di A. Edward Sutherland (1944)
- Veleno in paradiso (Guest in the House), regia di John Brahm (1944)
- I falchi del fiume giallo (China Sky), regia di Ray Enright (1945)
- Vacanze pericolose (Perilous Holiday), regia di Edward H. Griffith (1946)
- I racconti dello zio Tom (Song of the South), regia di Harve Foster e Wilfred Jackson (1946)
- Una celebre canaglia (Swell Guy), regia di Frank Lloyd (1946)
- Fiore selvaggio (Driftwood), regia di Allan Dwan (1947)
- L'amante immortale (Daisy Canyon), regia di Otto Preminger (1947)
- Arco di trionfo (Arc of Triumph), regia di Lewis Milestone (1948)
- Make Believe Ballroom, regia di Joseph Santley (1949)
- The Great Dan Patch, regia di Joseph M. Newman (1949)
- Beauty on Parade, regia di Lew Landers (1950)
- Second Chance, regia di William Beaudine (1950)
- Torna con me (Let's Dance), regia di Norman Z. McLeod (1950)
- One Too Many, regia di Erle C. Kenton (1950)
- Three Husbands, regia di Irving Reis (1951)
- Roogie's Bump, regia di Harold Young (1954)
- A Letter to Nancy, regia di William F. Claxton (1965)
- El Tigre, regia di Bernard McEveety (1966)
- Quel fantastico assalto alla banca (The Great Bank Robbery), regia di Hy Averback (1969)
- The Returning, regia di Joel Bender (1983)
- La maschera della morte (Death Mask), regia di Richard Friedman (1984)
- Peyton Place: The Next Generation, regia di Larry Elikann (1985)

### Televisione
- The Bigelow Theatre - serie TV, 1 episodio (1951)
- The Schaefer Century Theatre - serie TV, 1 episodio (1952)
- Campbell Playhouse - serie TV, 1 episodio (1952)
- Gruen Guild Playhouse - serie TV, 2 episodi (1951-1952)
- Cavalcade of America - serie TV, 1 episodio (1952)
- Your Jeweler's Showcase - serie TV, 1 episodio (1952)
- Broadway Television Theatre - serie TV, 1 episodio (1952)
- Sentieri (The Guiding Light) - serie TV, 5 episodi (1953)
- Fireside Theatre - serie TV, 2 episodi (1952-1953)
- Lux Video Theatre - serie TV, 1 episodio (1953)
- Your Play Time - serie TV, 1 episodio (1953)
- Studio One - serie TV, 2 episodi (1953)
- Robert Montgomery Presents - serie TV, 1 episodio (1953)
- The Further Adventures of Ellery Queen – serie TV, episodi 1x22-1x31 (1959)
- Così gira il mondo (As the World Turns) - serie TV, 5 episodi (1956-1960)
- Il padre della sposa (Father of the Bride) - serie TV, 34 episodi (1961-1962)
- Perry Mason - serie TV, 1 episodio (1964)
- Gunsmoke - serie TV, 1 episodio (1965)
- Organizzazione U.N.C.L.E. (The Man from U.N.C.L.E.) - serie TV, 1 episodio (1968)
- Insight - serie TV, 2 episodi (1966-1968)
- Peyton Place - serie TV, 86 episodi (1965-1969)
- Daniel Boone - serie TV, 1 episodio (1970)
- ABC Afterschool Special - serie TV, 1 episodio (1982)
- Love Boat (The Love Boat) - serie TV, 1 episodio (1982)
- Quando si ama (Loving) - serie TV, 1 episodio (1993)
- La valle dei pini (All My Children) - serie TV, 89 episodi (1970-2005)

## Doppiatrici italiane
Nelle versioni in italiano delle opere in cui ha recitato, Ruth Warrick è stato doppiata da:
- Rina Morelli in I vendicatori
- Lydia Simoneschi in I racconti dello zio Tom
- Dhia Cristiani in Fiore selvaggio
- Rita Savagnone in Quarto potere (riedizione 1965)
- Renata Marini in Quel fantastico assalto alla banca
- Fiorella Betti in I racconti dello zio Tom (ridoppiaggio 1973)